# أوقست ساندر
أوقست ساندر (بالألمانية: August Sander)‏ هو مصور وفنان ألماني، ولد في 17 نوفمبر 1876 في هردورف في ألمانيا، وتوفي في 20 أبريل 1964 في كولونيا في ألمانيا.

## وصلات خارجية
- أوقست ساندر على موقع الموسوعة البريطانية (الإنجليزية)
- أوقست ساندر على موقع ديسكوغز (الإنجليزية)